# Konrad Zieliński (profesor)
Konrad Zieliński  (ur. 2 marca 1971) – polski historyk, profesor nauk społecznych, nauczyciel akademicki Uniwersytetu Marii Curie-Skłodowskiej w Lublinie, kierownik Działu Naukowo-Badawczego Muzeum Getta Warszawskiego, wykładowca studiów podyplomowych w Instytucie Badań Literackich PAN.

## Życiorys
Absolwent historii Uniwersytetu Marii Curie-Skłodowskiej w Lublinie (1995). Stopień naukowy doktora uzyskał w 1999 na tej samej uczelni na podstawie rozprawy Życie kulturalne ludności żydowskiej na Lubelszczyźnie w latach I wojny światowej (promotor: Jan Lewandowski). Habilitacja na Wydziale Politologii UMCS w 2006 (Stosunki polsko-żydowskie na ziemiach Królestwa Polskiego w czasie pierwszej wojny światowej). Profesor nauk społecznych od 2014 roku. Jest kierownikiem Zakładu Badań Etnicznych na Wydziale Politologii UMCS i Pracowni Badań Dziejów i Kultury Żydów w Państwowej Wyższej Szkoły Zawodowej im. Szymona Szymonowica w Zamościu. Był stypendystą Fundacji na Rzecz Nauki Polskiej, Deutscher Akademischer Austauschdienst, programu Fulbrighta. Odbył staże naukowe w: Center for European Studies New York University, YIVO Institute for Jewish Research w Nowym Jorku i Institüt für Judaistik na Wolnym Uniwersytecie Berlińskim. Jest wiceprzewodniczący Rady Programowej Żydowskiego Instytutu Historycznego (2017-2021), członkiem: Polskiego Towarzystwa Studiów Żydowskich, Komisji Historycznej PAN (oddział w Lublinie), European Association for Jewish Studies, Association for Slavic, East European & Eurasian Studies.  Współpracownik Muzeum Historii Żydów Polskich. Redaktor naczelny rocznika "Almanach. Studia Żydowskie". Jego praca Jeszywas Chachmej Lublin (Uczelnia Mędrców Lublina) była nominowana do Nagrody im. Jerzego Giedroycia (2004). Książka Stosunki polsko-żydowskie na ziemiach Królestwa Polskiego w czasie pierwszej wojny światowej była z kolei nominowana do Nagrody Jana Długosza (2006), zaś O Polską Republikę Rad: działalność polskich komunistów w Rosji Radzieckiej 1918-1922 do nagrody im. Kazimierza Moczarskiego na najlepszą książkę historyczną roku (2014). Jego zainteresowania naukowe skupiają się na dziejach i kulturze Żydów w Polsce oraz w Rosji. Zajmuje się też wybranymi aspektami historii WKP[b], polityką narodowościową w ZSRR, procesami migracyjnymi oraz stosunkami etnicznymi i wyznaniowymi. 

## Książki
- W cieniu synagogi: obraz życia kulturalnego społeczności żydowskiej Lublina w latach okupacji austro-węgierskiej, Lublin: Wydawnictwo Uniwersytetu Marii Curie-Skłodowskiej 1998.
- Żydzi Lubelszczyzny 1914-1918, Lublin: Lubelskie Towarzystwo Naukowe 1999.
- Jeszywas Chachmej Lublin: Uczelnia Mędrców Lublina, Lublin: Wydawnictwo Uniwersytetu Marii Curie-Skłodowskiej 2003.(współautor: Nina Zielińska).
- (redakcja) Ortodoksja – Emancypacja – Asymilacja. Studia z dziejów ludności żydowskiej na ziemiach polskich w okresie rozbiorów, red. M. Adamczyk-Garbowska i K. Zieliński, Lublin: Wydawnictwo UMCS 2003.
- Stosunki polsko-żydowskie na ziemiach Królestwa Polskiego w czasie pierwszej wojny światowej, Lublin: Wydawnictwo Uniwersytetu Marii Curie-Skłodowskiej 2005.
- Jerozolima Królestwa Polskiego. Opowieść o żydowskim Lublinie – The Jerusalem of the Kingdom of Poland. Story of the Jewish Lublin, red. L. Dulik, W. Golec, tekst K. Zieliński,Lubli: Ad Rem 2007.
- (redakcja) Wokół akulturacji i asymilacji Żydów na ziemiach polskich, pod red. Konrada Zielińskiego, Lublin: Wydawnictwo Uniwersytetu Marii Curie-Skłodowskiej 2010.
- (redakcja) Medinat Israel: państwo i tożsamość, pod red. Joanny Krauze i Konrada Zielińskiego, Lublin: Wydawnictwo Uniwersytetu Marii Curie-Skłodowskiej 2013.
- O Polską Republikę Rad: działalność polskich komunistów w Rosji Radzieckiej 1918-1922, Lublin: Wydawnictwo Uniwersytetu Marii Curie-Skłodowskiej 2013.
- Świat utracony: Żydzi polscy. Fotografie z lat 1918-1939, Lublin: Wydawnictwo Boni Libri - Warszawa: Żydowski Instytut Historyczny im. Emanuela Ringelbluma 2015 (współautor: Leszek Dulik)
- (redakcja) Przemoc antyżydowska i konteksty akcji pogromowych na ziemiach polskich w XX wieku, pod redakcją Konrada Zielińskiego i Kamila Kijka, Lublin: Wydawnictwo Uniwersytetu Marii Curie-Skłodowskiej 2016.

## Wybrane artykuły
- Liberation or Occupation? Jews in the occupied territories of the Kingdom of Poland, "Medaon. Magazin für jüdisches Leben in Forscchung und Bildung" 10 (2016), 18, s. 1-13.
- To Pacify, Populate and Polonize: Territorial Transformations and the Displacement of Ethnic Minorities in Communist Poland, 1944-1949 [w:] Warlands. Population Resettlement and State Reconstruction in the Soviet-East European Borderlands, 1945-1950, ed. P. Gatrell, N. Baron, Polgrave Macmillan, New York 2009, s. 188-209.
- The Changing Shtetl in the Kingdom of Poland During the First World War, "Polin. Studies in Polish Jewry" 2004, vol. 17, s. 119-131.
- Population Displacement and Citizenship in Poland, 1918-1924 [w:] Homelands. War, Population and Statehood in Eastern Europe and Russia 1918-1924, ed. by N. Baron, P. Gatrell, London 2004, s. 98-118.
- The Shtetl in Poland 1914-1918 [w:] The Shtetl: New Evaluations, ed. S. Katz, New York – London 2007, s. 102-120.
- Relations between Jews, Poles and Russians at the beginning of World War I (1914-1915), "Pinkas. Annual of the Culture and History of East European Jewry" 2008, vol. 2, s. 105-119.
- Polish-Jewish Relations in the Kingdom of Poland during the First World War, "European Journal of Jewish Studies" 2008, vol. 2, no. 2, s. 269-282.
- Impact of the Central Powers’ Occupation in Poland on the Polish-Jewish Relations, 1914-1918 [w:] Reflections on Anti-Semitism: Anti-Semitism in historical and anthropological perspectives, ed. V. Tydlitátová, A. Hanzová, Plzen 2009, s. 78-86.
- The Poles and the Jews in the Local Authorities of the Kingdom of Poland during the First World War, "Iggud. Selected Essays in Jewish Studies" 2009, vol. 2, s. 123-134.
- To Pacify, Populate and Polonize: Territorial Transformations and the Displacement of Ethnic Minorities in Communist Poland, 1944-1949 [w:] Warlands. Population Resettlement and State Reconstruction in the Soviet-East European Borderlands, 1945-1950, ed. P. Gatrell, N. Baron, Polgrave Macmillan, New York 2009, s. 188-209.